# Linum hologynum
Linum hologynum là một loài thực vật có hoa trong họ Linaceae. Loài này được Rchb. mô tả khoa học đầu tiên năm 1832.